# 松本雄史
松本 雄史（まつもと かつし、1984年7月23日 - ）は、兵庫県出身の、日本の柔道選手。階級は81kg級。身長180cm。血液型はO型。組み手は左組み。得意技は体落。

## 経歴
柔道は4歳の時に一宮柔道教室で始めた。上郡中学から赤穂高校へ進むと、3年の時には全日本ジュニア73kg級の決勝で浜松商業高校3年の川端常弘を大外落で破って優勝した。
天理大学へ進学すると、1年の時には全日本ジュニアの決勝で道都大学1年の出花崇太郎を有効で破って2連覇を果たした。2年の時には体重別団体で3位だった。
2007年には全国警察選手権の所属となると、全国警察選手権で2連覇した。その後階級を81kg級に上げると、2009年のグランドスラム・東京では準決勝でイギリスのイアン・バートンに大外刈で敗れるも3位になった。2010年の選抜体重別と講道館杯ではともに3位だった。2011年の選抜体重別でも3位に入った。2012年には全国警察選手権で3度目の優勝を飾った

## 戦績
73kg級での戦績
- 2002年 -　全日本ジュニア　優勝
- 2003年 -　全日本ジュニア　優勝
- 2004年 -　体重別団体　3位
- 2007年 -　全国警察選手権　優勝
- 2008年 -　全国警察選手権　優勝

81kg級での戦績
- 2009年 -　グランドスラム・東京　3位
- 2010年 -　選抜体重別　3位
- 2010年 -　全国警察選手権　3位
- 2010年 -　講道館杯　3位
- 2011年 -　選抜体重別　3位
- 2012年 -　全国警察選手権　優勝

(出典、JudoInside.com)。